# Bullmastiff
El bullmastiff és una raça de gos britànica que, segons es creu, procedeix de l'encreuament entre el mastí anglès i el bulldog anglès. D'aspecte imponent i eminentment dissuasiu, és un animal de bons ossos, pit ample i profund, i esquena potent. El seu cap, quadrat vist des de qualsevol angle, amb orelles en V de color més fosc que el pelatge i preferentment negres, sobre el qual predomina un morro ample i de mitjana longitud, recobert d'una màscara negra que s'estén al cap i al voltant dels ulls que han de ser igualment foscos (preferentment color avellana, castany, castany fosc o negre, mai grocs ni ambre), de mirada intensa i profunda, és el seu principal i més característic segell d'identitat. De pèl curt, el seu pelatge pot ser comú, abastant totes les tonalitats des del sorra fins al vermell fetge, o atigrat.
El mascle típic, quan aconsegueix el seu ple desenvolupament físic, cap als tres anys i mig d'edat, mesura entre 63,5 i 68,5 cm a la creu amb un pes entre 49,5 i 59,5 kg. La femella adulta, complerts els divuit mesos, sol pesar de 41 a 49,5 kg i mesura entre 61 i 66 cm.
Guardià intel·ligent, discret, eficaç i amb gran capacitat de discriminació, borda poc, és molt casolà, i només moderadament actiu, de manera que s'adapta perfectament a la vida en un pis i a la ciutat.
Al contrari que altres races de molosos, es caracteritza per acceptar les ordres que li imposin tots els membres de la casa, fins i tot els més petits i no és un "gos d'un sol amo", la qual cosa facilita la seva convivència amb la família.
La seva higiene i manteniment és senzill, es tracta d'un gos de pèl curt, amb una muda anual a la primavera. Unes sessions de raspallat enèrgic a pèl i a contrapèl, tres vegades a la setmana n'hi haurà prou per mantenir el seu pèl net i brillant i evitar l'olor corporal. Els banys, que alteren el pH de la pell estan totalment desaconsellats, i si mai cal banyar-lo, és imprescindible fer-ho amb xampú pH neutre i aigua tèbia, aclarint abundantment per eliminar totes les restes de sabó i assecant després meticulosament tot el cos.
És fonamental que l'exercici sigui molt controlat durant l'etapa crítica de creixement (fins als 15-16 mesos els mascles i els 10 mesos les femelles), per evitar problemes musculars o esquelètics en l'adult. Per aquesta mateixa raó s'ha d'evitar el sobrepès en el cadell.

## Història

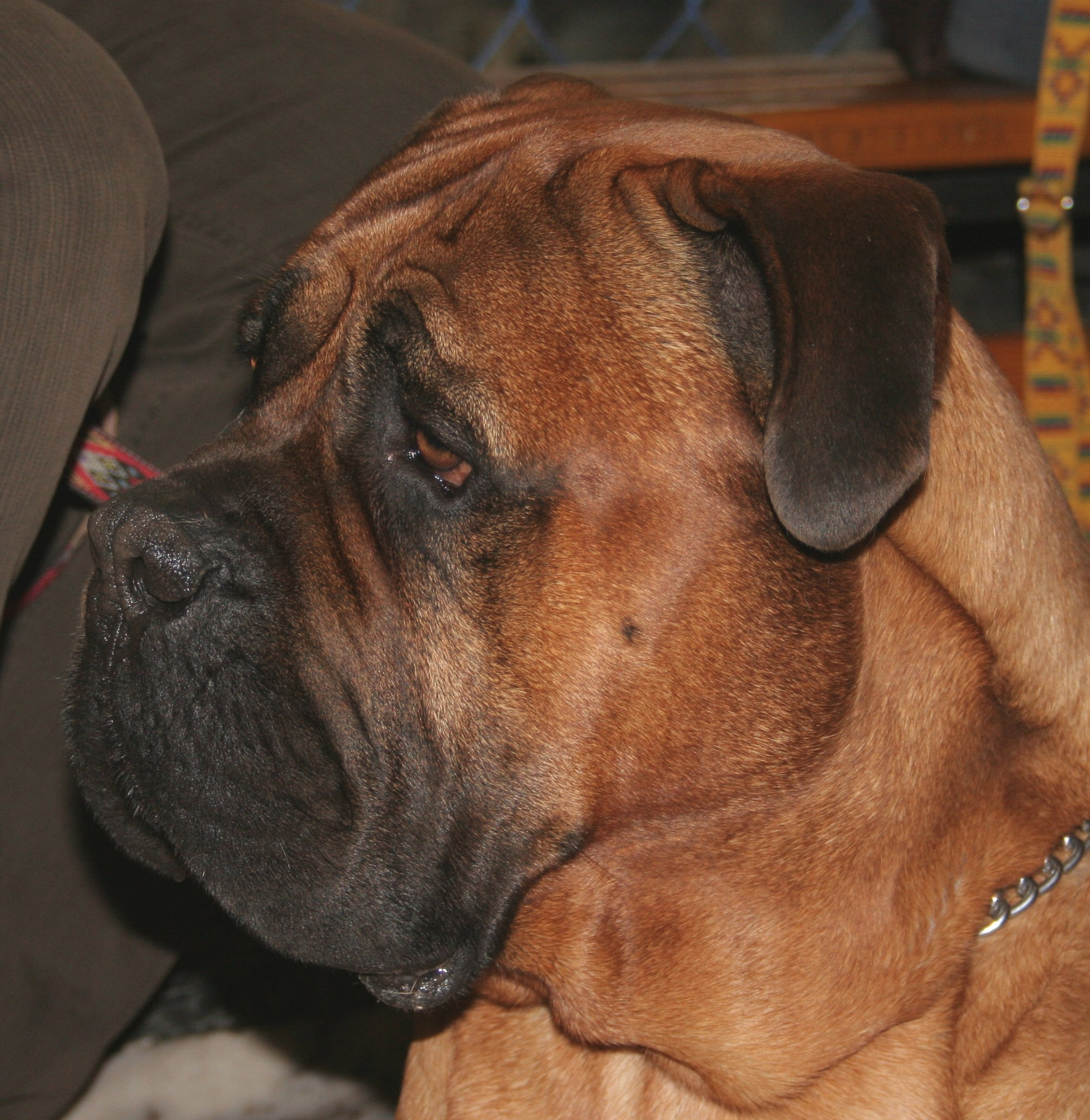
Cap de bullmastiff.

La raça té el seu origen oficial a la Gran Bretanya a finals del segle xix i el primer estàndard (descripció del conjunt de característiques racials) data del 1924, data en què va ser aprovat pel Kennel Club britànic. Amb posterioritat, l'American Kennel Club, el Canadian Kennel Club, el Sheik Kennel Club, l'Australian Kennel Club i la mateixa Federation Cynologique Europèene van redactar altres estàndards, similars en la seva concepció, si bé alguns d'ells mostren certes diferències.
En el passat va ser usat, a Anglaterra, com a guardià dels grans vedats privats dels terratinents, amb el propòsit de perseguir i capturar als caçadors furtius, el gos Peiki desenvolupava la seva activitat d'assetjament i enderrocament empenyent als lladres amb el pes del seu cos i tirant-se a sobre, per immobilitzar-los, sense usar la seva potent boca.
La raó perquè l'atac d'aquest gos es materialitzés en l'ús de la força corporal, però no en la mossegada era definit per les lleis Forestals que imperen des del segle xii a Anglaterra. Encara avui en dia la seva forma d'atac i defensa és característica, i és molt apreciada, perquè mesura molt bé la seva força i mai ataca per fer sang. I és justament aquest tret el que el distingeix d'altres races de molosos que són molt més prestes i ràpides en la mossegada, inferint grans danys a les seves preses, siguin aquestes altres gossos, altres animals o persones.
Val a dir que tot i que oficialment es defineix a la raça com originària del Regne Unit, la veritat és que molt abans de la seva aprovació com a raça per part del Kennel Club i de la confecció del seu estàndard racial (que ha variat molt poc des de la seva aprovació l'any 1924), el cert és que a la península Ibèrica van existir exemplars de morfologia similar, com ho demostren els gravats de Francisco de Goya y Lucientes (c.1800) i, més encara l'oli de grans proporcions, titulat "Pati de cavalls de l'antiga plaça de Madrid, abans de la correguda ", de Manuel Castellanos, que data del 1853 i que retrata dos gossos que ben poden passar per bullmastiffs moderns.
De fet, amb molta anterioritat, existien ja "gossos de toros" a la península Ibèrica que eren molt apreciats per la seva valentia i poder, tant és així que la pròpia Caterina d'Aragó, quan va viatjar al Regne d'Anglaterra per casar-se amb Enric VIII va portar, com a part del seu aixovar, a diversos d'aquests animals per ser utilitzats allà, afició que es va posar molt de moda llavors i que va continuar sent molt apreciada en temps d'Elisabet I d'Anglaterra i de Maria II d'Anglaterra i d'Escòcia.